# Madoce rhynchophora
Madoce rhynchophora là một loài bướm đêm trong họ Erebidae.